# Лонгбаніт
Лонгбаніт, лангбаніт (швед. Långbanit) — мінерал, силікат марганцю острівної будови.

## Етимологія та історія
За назвою родовища Лонгбан (G.Flink, 1877).

## Загальний опис
Хімічна формула: Mn2+(Mn4+)6[O8|SiO4].
Склад у % (з родовища Лонгбан): Mn — 32,22; MnO2 — 24,36; SiO2 — 12,82.
Домішки: Sb2O3 (12,51); Fe2O3 (13,98); CuO (2,40); MgO (1,11).
Сингонія гексагональна.
Вид дигексагонально-дипірамідальний.
Утворює гексагональні призматичні кристали.
Спайності не має.
Густина 4,6-4,8.
Твердість 6,75.
Колір чорний.
Блиск напівметалічний.
Зустрічається в метаморфізованих родовищах марганцю Лангбан (Швеція). Рідкісний.

## Галерея світлин лонгбаніту

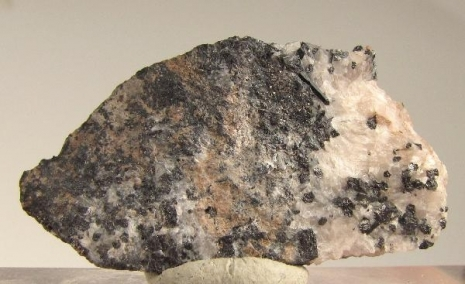
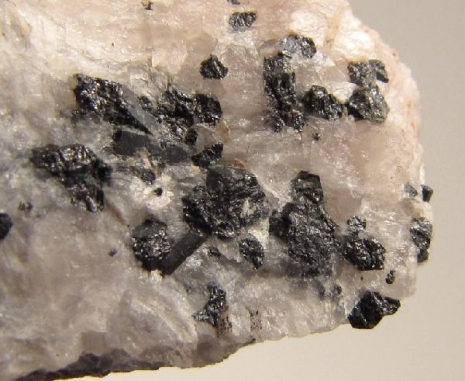
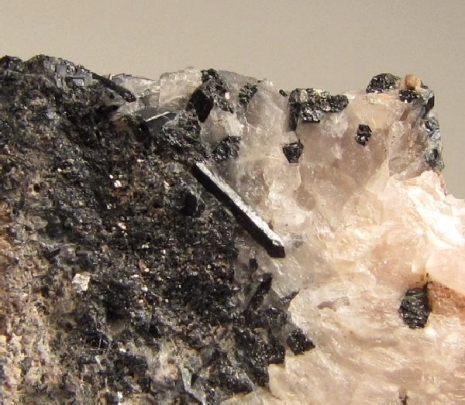
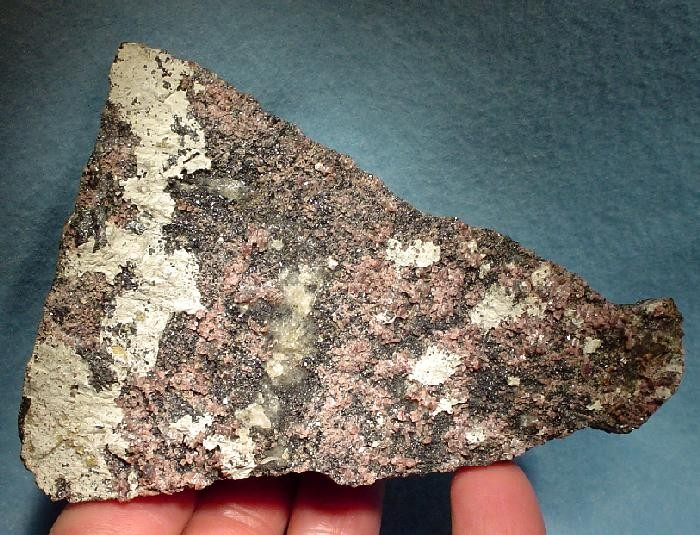